# Örebro missionsskola

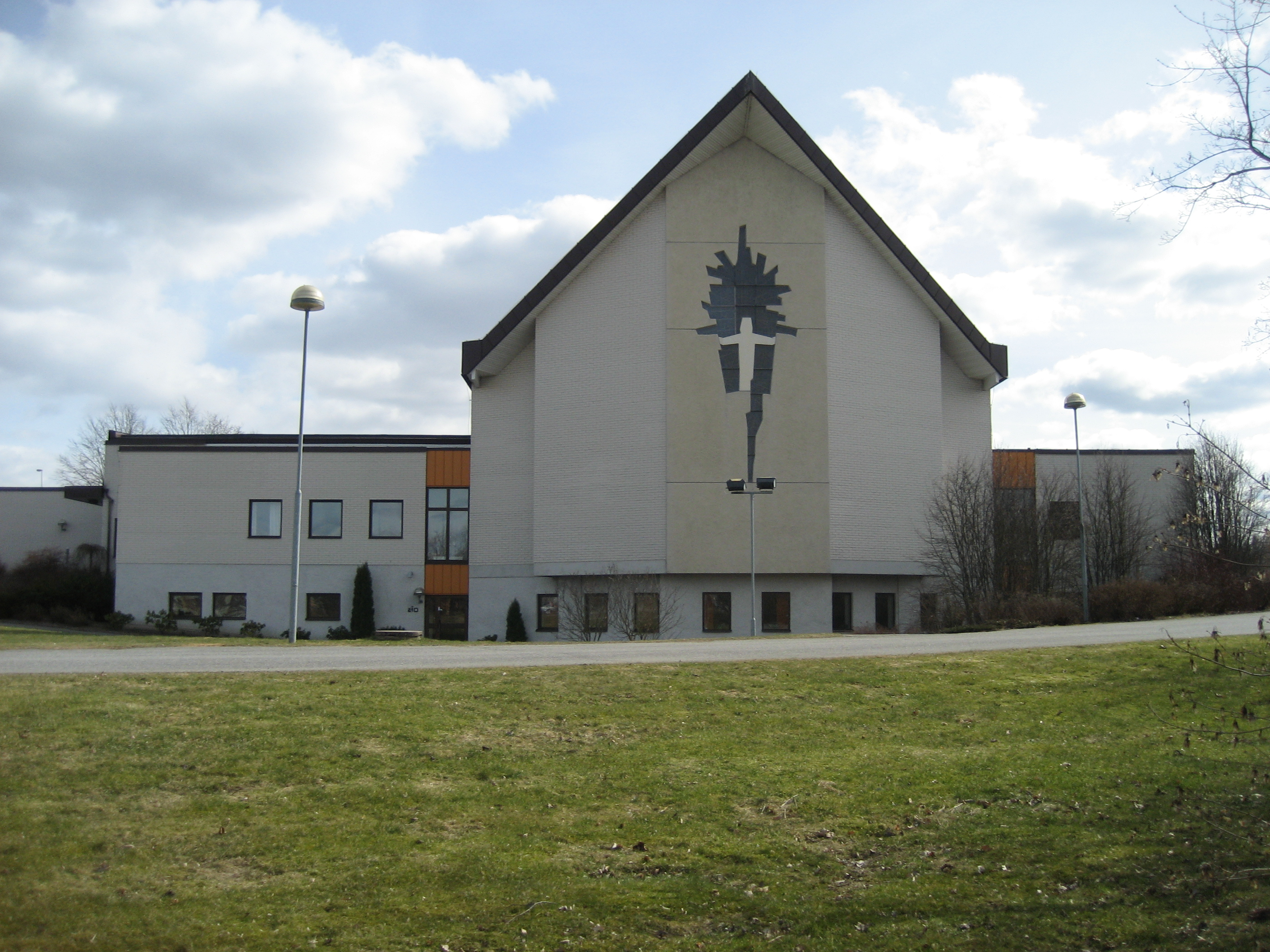
Brickebergskyrkan vid Örebro missionsskola.

Örebro missionsskola grundades 1908 i Örebro för utbildning "av predikanter i hemlandet och för missionärer" av John Ongman. Skolan hade olika linjer och olika nivåer, allt från möjligheter att studera till en högskoleexamen i teologi till utbildningar med folkhögskolenivå. Örebro teologiska högskola användes som namn för den delen av Missionsskolan som var en högskola, och löd under högskoleförordningen.

## Tidskriften NOD
Forum för Tro, Kultur och Samhälle på Örebro Missionsskola gav fram till 2017 ut den teologiska tidskriften NOD med fyra nummer per år. Från 2017 tog tidningen Dagen över tidskriften, men övergav den av ekonomiska skäl vid årskiftet 2023. Sedan dess har Nods vänner tagit över utgivningen.
Sedan 2017 har Örebro missionsskola uppgått i Akademi för Ledarskap och Teologi.